# Гронлунд, Лоуренс
Лоуренс Гронлунд (англ. Laurence Gronlund; 1846—1899) — американский юрист, публицист, лектор и христианский социалист. Уроженец Дании, в 1867 году эмигрировавший в США. Деятель Социалистической трудовой партии Америки в 1877—1888 годах. Автор нескольких книг о социально-экономических вопросах, Гронлунд запомнился своей новаторской работой по адаптации социализма Карла Маркса и Фердинанда Лассалля для американской публике в популярной книге 1884 года «Кооперативное содружество». Он также повлиял на мышление утопического романиста Эдварда Беллами, редактора Джулиуса Уэйленда и всего американского социалистического движения 1880—1890-х годов. Состоял в корреспонденции со Львом Толстым.

## Биография

### Из Дании в США
Лоуренс Гронлунд родился в Копенгагене 13 июля 1846 года в семье проповедника. Он был участником датско-прусской войны 1864 года.
Окончив юридический факультет Копенгагенского университета в 1865 году, эмигрировал в США через два года. В течение короткого времени он преподавал немецкий язык в государственной школе в Милуоки, пока в 1869 году не получил разрешение на адвокатскую деятельность и открыл юридическую практику в Чикаго.
Обратившись к идеям социализма, Гронлунд отказался от своей основной работы, чтобы он писать и читать лекции по вопросам коллективной собственности. Гронлунд вступил в недавно образованную Социалистическую трудовую партию Америки, в которой преобладали американцы немецкого происхождения, и в 1878 году опубликовал свою первую работу — брошюру «Грядущая революция: её принципы» (The Coming Revolution: Its Principles). Гронлунд был твердым сторонником укоренённого в профсоюзном движении интернационального социализма «в немецком стиле», в противовес различным коммунитарным моделям, которые тогда были в моде в Соединённых Штатах.

### Изложение Маркса для американцев
В 1884 году Гронлунд опубликовал свой наиболее влиятельный труд — небольшую книгу под названием «Кооперативное содружество» (The Cooperative Commonwealth). Эта книга пыталась популяризировать идеи Карла Маркса о трудовой теории стоимости и фундаментально эксплуататорской природе конкуренции внутри капиталистической системы. К тому же, рабочий класс, вынужденный бороться за выживание в условиях конкуренции, изображался как «естественная добыча» «паразитов»-лавочников, раздувавших отпускные цены и снижавших качество товаров. А крупные капиталисты, более того, обладают ещё более мощным оружием — монополией. Гронлунд утверждал, что ещё одна ахиллесова пята капиталистической системы и её «фатальное противоречие» — присущая ей тенденция к перепроизводству.
Поскольку в течение 1880-х сам «Капитал» Маркса по-прежнему отсутствовал в английском переводе, его изложение Гронлундом стало открытием для американской аудитории. Было продано более 100 000 экземпляров «Кооперативного содружества», остававшегося одной из самых влиятельных работ социалистического содержания в Соединённых Штатах до конца XIX века. Согласно историку Рудольфу Кирку, «Кооперативное содружество» отражает отчетливо христианскую интерпретацию Маркса Гронлундом.

### Позднейшие сочинения
Прожив в Соединённых Штатах 20 лет, с 1885 года Гронлунд на два года задержался в Великобритании, где также читал лекции на социалистическую тематику как для политизированной, так и для академической аудитории, затрагивая в выступлениях по Англии и Шотландии и текущую политику, и исторические темы.
Вернувшись в 1887 году, Гронлунд возобновил свою деятельность в Социалистической трудовой партии, от которой получил задание изложить отличие её программы от требований единого налога Генри Джорджа — кандидата в мэры Нью-Йорка в 1886 году по списку Объединённой трудовой партии. Результатом этого задания стали две брошюры: «Социализм против единого налога» (Socialism vs. Single Tax) и «Недостаточность теории Генри Джорджа» (Insufficiency of Henry George’s Theory). Гронлунд называл Джорджа «благороднейшим человеком», но «радикально отличающимся от нас [в своих взглядах]».
В своей второй книге Гронлунд обратился к истории, дав оценку жизни и деятельности французского революционера Жоржа Дантона во время Великой французской революции 1789—1794 годов. В конце своей жизни Гронлунд называл эту книгу 1887 года «Ça Ira! Дантон во Французской революции» (Ça Ira! or Danton in the French Revolution) своей важнейшей работой. В своей книге Гронлунд бросил вызов распространённому образу Дантона, первого руководителя Комитета общественного спасения как сторонника террора, и стремился вернуть ему место в истории как лидера демократической французской революции.
Член Национального исполнительного комитета Социалистической трудовой партии в 1888 году, Гронлунд вскоре порвал с партией, якобы из-за своего решения открыть салун в Нью-Йорке с целью помогать вырученными средствами этой самой партии.
В конце 1890 года Гронлунд опубликовал свою третью книгу — «очерк этики», озаглавленный «Наша судьба: Влияние социализма на мораль и религию» (Our Destiny: The Influence of Socialism on Morals and Religion). Эта работа затрагивает квазирелигиозный аспект социалистического проекта. Гронлунд утверждал, что у социализма есть две стороны: положительный социализм «доброй воли и взаимопомощи» и отрицательный социализм «ненависти и распада».
Книга получила положительный отзыв во французском журнале «Revue d’Economie Politique» за май-июнь 1891 года: «В этой книге мы найдём главным образом такое понятие о социализме, которое, по нашему мнению, гораздо возвышеннее и привлекательнее, чем какое-либо из до сих пор представленных». Состоя в переписке со Львом Толстым (он даже пытался узнать у него о возможностях сотрудничества в русской прессе), Гронлунд поинтересовался и мнением писателя: «Вам без сомнения известно, что имя Ваше здесь всемогуще. Если Вы по совести можете сказать, что идеи мои достойны изучения, то скажите это, и я знаю, что аудитория будет в руках». На Толстого книга произвела сильное впечатление:

Я прочёл её от начала до конца более чем с сильным интересом. Вполне согласен с вами по двум главным пунктам: во-первых, что нравственность должна быть основой прогресса, и, во-вторых, что нравственность истинна только тогда, когда она выражается в усилии установить органическое единство общества, как вы это называете, или — установить царство божие на земле, как выражаю я то же самое.

### Последние годы
Гронлунд посвятил себя почти исключительно публичным выступлениям, пока не был назначен на низкооплачиваемую должность в офисе Бюро (министерства) труда в Вашингтоне, округ Колумбия, где трудился под началом комиссара труда Кэрролла Д. Райта.
В начале 1890-х Гронлунд посещал и выступал в Церкви плотника в Бостоне, основанной епископальным священником и христианским социалистом У. Д. П. Блиссом, а также писал для «The Dawn», журнала Общества христианских социалистов.
После окончания работы в министерстве труда в 1893 году Гронлунд вновь посвятил себя поездкам с лекциями от побережья до побережья, включая Юту и Калифорнию. Он был докладчиком на Конгрессе по экономике, проводимом в связи с Чикагской всемирной ярмаркой 1893 года, где выступал с Генри Джорджем и Ричардом Т. Эли. Он обращался не только к англоговорящей аудитории, но и к представителям сообщества скандинавских иммигрантов, выступая на родном датском языке во время своих путешествий по США.
Считая, что термином «социализм» злоупотребляет слишком много течений, с которыми у него мало общего (например, анархисты и коммунитаристы), Гронлунд под конец жизни стал определять себя как «коллективиста». В то же время Гронлунд продолжал заниматься писательским трудом, сотрудничая в журнале «Twentieth Century Magazine».
В 1896 году Гронлунд и его жена Беула, считающаяся талантливым художником и учителем рисования, переехали в город Сиэтл, штат Вашингтон. Там Беула Гронлунд принимала активное участие в создании местного Гуманного общества, посвящённого предотвращению жестокого обращения с животными.
Гронлунд положительно отзывался об идеях и тактике Фабианского общества в Великобритании, стремясь подражать фабианству на американской земле, прямо заявив в 1895 году, что «это движение эволюционное, а не революционное». Четвёртая и последняя книга Гронлунда «Новая экономика: мирное решение социальной проблемы» (The New Economy: A Peaceable Solution of the Social Problem), опубликованная в 1898 году, подчеркивала приобретённую Гронлундом в последние годы жизни ориентацию на эволюционный социализм.

## Память и наследие
После смерти Гронлунда в американской социалистической прессе его вспоминали критически, но с теплотой. Секретарь Социал-демократической партии Америки Сеймур Стедман в «Social Democratic Herald» описывал его как типичного рассеянного профессора:
 Он был эксцентричным и беспечным. Он шел с трубкой и бумагой по шумной улице, не обращая ни на что внимания; шляпа как у французского генерала, козырек спереди и сзади; обувь стоптана; одежда потертая, а при встрече застенчив, даже робок… Он ясно относился к теме социализма и лишил её утопизма… Народы будущего будут жить в мире благодаря тому, что этот первопроходец боролся с накопившимися предрассудками, страстями и невежеством веков.
 Другой известный американский социалист Леонард Д. Эбботт вспоминал Гронлунда как «великую душу», всю жизнь прожившего в бедности из-за приверженности делу социализма. Он цитировал Гронлунда в последней год его жизни как отвергающего стратегию завоевания власти посредством независимых политических действий: «Я считаю [Юджина] Дебса самым бескорыстным из рабочих лидеров, но вы не можете создать третью партию в этой стране — вам придётся работать через Демократическую партию».
Произведения Гронлунда оставались чрезвычайно влиятельным в течение двух последних десятилетий XIX века, и историк Дэниел Белл считал, что он сыграл ключевую роль в переходе будущего издателя «Appeal to Reason» Джулиуса Уэйленда на социалистические позиции в 1891 году. Уэйленд начал свою первую социалистическую газету «Приходящая нация» в 1893 году и превратил свою последующую публикацию в еженедельный массовый тираж, который поможет сделать социализм широким политическим движением в течение первых двух десятилетий 20-го века.
Формулировка Гронлундом концепции кооперативной экономики и общества вращалась в левых кругах США и Канады начала XX века. Она отразилась и в созданной в 1932 году Федерации кооперативного содружества, ставшей крупнейшей левой партией Канады и предшественницей Новой демократической партии, и в Фермерско-трудовой партии США, особенно в её в отделении в Миннесоте, где идея кооперативного содружества лежала в основе платформы партии с 1934 года и до 1944 года, когда та объединилась с Демократической партией штата в Демократическую фермерско-трудовую партию.

## Сочинения
- The Coming Revolution: Its Principles. St. Louis, MO: Slawson & Pierrot, 1878.
- The Co-operative Commonwealth in its Outlines: An Exposition of Modern Socialism. Boston: Lee and Shepard, 1884.
- Insufficiency of Henry George’s Theory. New York: New York Labor News Co., 1887.
- Socialism vs. Tax Reform: An Answer to Henry George. New York: New York Labor News Co., 1887.
- Ça Ira! or Danton in the French Revolution. Boston: Lee and Shepard, 1887.
- "The Nationalization of Industry, " The Nationalist [Boston], vol. 1, no. 2 (June 1889), pp. 33-36.
- "Reply to Dr. Heber Newton, " The Nationalist [Boston], vol. 1, no. 5 (Sept. 1889), pp. 158—161.
- "Nationalism, " The Arena, vol. 1, whole no. 2 (January 1890), pp. 153—165.
- Our Destiny: The Influence of Socialism on Morals and Religion: An Essay in Ethics. London: Swan Sonnenschein & Co., 1890.
- «Lettre à Benoit Malon à Paris de Laurence Gronlund à Washington, DC, le 20 Juin 1892,» Le Revue Socialiste, vol. 16 (1892), pp. 244—248.
- "Studies in Ultimate Society: A New Interpretation of Life, " The Arena, vol. 18 (1897), pp. 351—361.
- The New Economy: A Peaceable Solution of the Social Problem. Chicago, IL: Herbert S. Stone & Co., 1898.
- "A Weak Argument: Berger’s Platform Analyzed and Its Defects Pointed Out, " The Social Democrat [Chicago], vol. 5, no. 24 (June 23, 1898), pg. 1.
- Three in One: A Trinity of Arguments in Favor of Social Democracy. With G.C. Clemens and G.A. Hoehn. Chicago: Social Democracy of America, 1898.
- "The Sugar Beet from the Standpoint of National Economy, " Ranch and Range [Seattle], vol. 15, no. 35 (Aug. 15, 1899), pg. 1.
- "Socializing a State, " in G.C. Clemens, A Primer on Socialism. Progressive Thought, whole no. 13 (Oct. 1900), pp. 16-22.